# Theater Schachar
Das Theater Schachar war ein jüdisches Privattheater in Hamburg, das von 1998 bis 2004 bestand.

## Geschichte
Das Theater wurde 1998 in Hamburg von dem Grafiker und Theaterautor Daniel Haw gegründet. Bis 2002 war das Stadtteilkulturzentrum Haus Drei in Altona-Altstadt die Spielstätte. 2002 wurde die Zusammenarbeit mit dem Theater Schachar durch das Haus Drei beendet.
2003 war die Fortsetzung des Spielbetriebs im leerstehenden Studio Bernstorffstraße, unter anderem zusammen mit einem Kino und einer israelischen Weinhandlung, geplant. Laut Hamburger Abendblatt standen Ende 2003 die betreffenden Räume weiterhin leer. Das Projekt wurde aufgrund der Kosten letztendlich nicht umgesetzt. 2004 gab es eine Aufführung eines Stückes von Bente Kahan und Ellen Foyn Bruun in den Räumen der Türkischen Gemeinde in Hamburg in der Hospitalstraße 111. Laut eigener Website stellte das Theater Schachar 2006 den Spielbetrieb ein.